# Foresta rossa

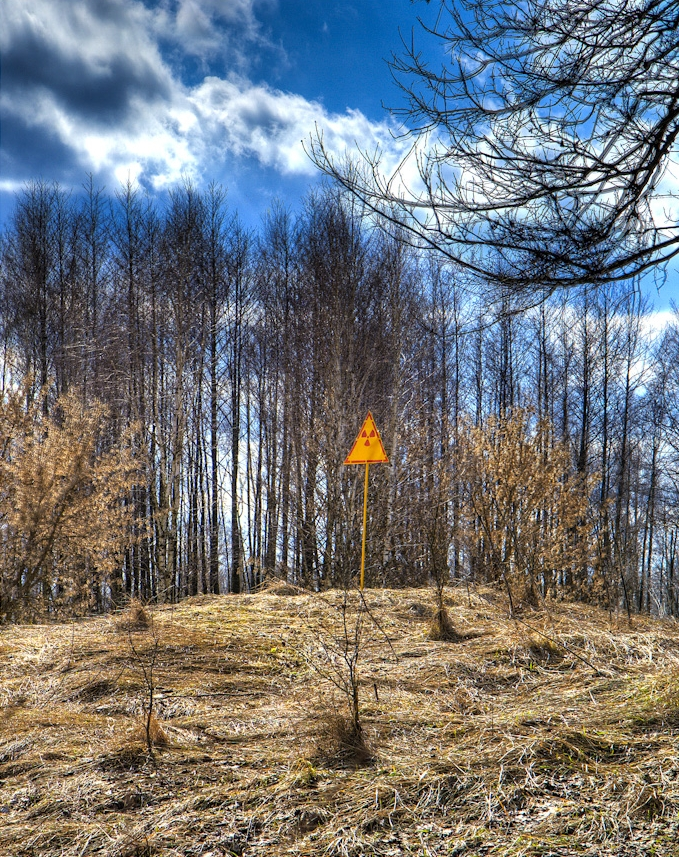
Segnale di pericolo della radioattività nella foresta rossa

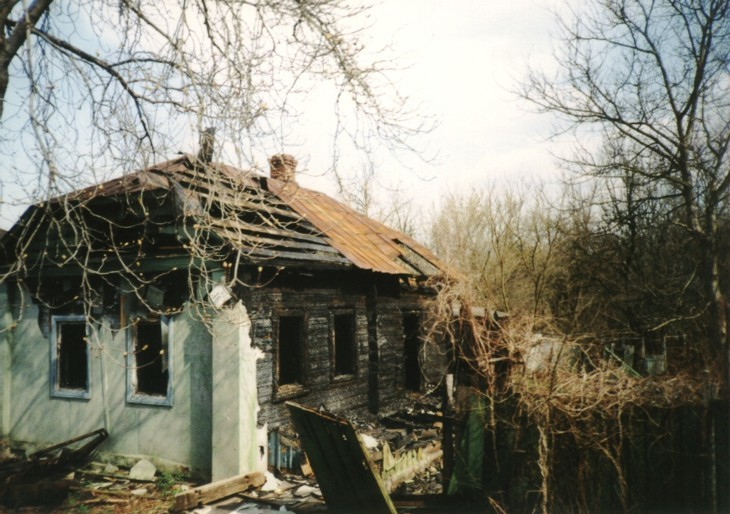
Casa abbandonata vicino a Černobyl'

La Foresta rossa (in ucraino Рудий ліс?, Rudyj lis; in bielorusso Руды лес?, Rudy les; in russo Рыжий лес?, Ryžij les) era una pineta di circa 10 km² situata nell'area compresa in un raggio di 10 km dalla centrale nucleare di Černobyl', in Ucraina, che in seguito al disastro nucleare del 26 aprile 1986, subì una ricaduta radioattiva fino a 4,81 GBq/m² che la fece dapprima virare verso il colore rosso e quindi morire. Vicine foreste di betulle e di pioppi tuttavia restarono verdi e sopravvissero.

## Storia

### La situazione subito dopo il disastro

La mappa mostra i livelli di contaminazione da cesio tra Ucraina, Bielorussia e Russia nel 1996. La Foresta rossa è da localizzarsi a sud-ovest della centrale a non più di 10 km.

Il disastro di Černobyl' provocò il rilascio di radiazioni per un equivalente di circa 20 volte quello dei bombardamenti atomici di Hiroshima e Nagasaki.
Nelle settimane e mesi successivi al disastro, in aree adiacenti, alcuni animali come una mandria di cavalli lasciati su un'isola del fiume Pripyat a 6 km dalla centrale, morirono per danni alla tiroide dopo aver assorbito 150-200 Sv. Su una mandria di bovini lasciata sulla stessa isola si osservò uno sviluppo ritardato. Tuttavia, la generazione successiva risultò del tutto normale.

### Gli anni successivi
Negli anni successivi, col calare del livello delle radiazioni, la situazione è tuttavia cambiata. Studi scientifici così come documentari naturalistici e articoli mostrano come l'ecosistema si sia sostanzialmente ben ripreso e sia anzi diventato un'oasi ecologica. L'evacuazione della zona in un raggio di 30 km ha in effetti generato un rifugio unico per la fauna selvatica. La biodiversità in questa area è aumentata in seguito all'assenza di ogni attività umana.
Molte specie di animali selvatici e uccelli che non erano mai state viste precedentemente sono ora riapparse nella zona di evacuazione. Fra queste si citano l'alce, il capriolo, il cinghiale russo, la volpe, la lince, la lontra e la lepre. Fra i grandi predatori il lupo è ritornato ben presente nella zona di esclusione e sono state persino viste impronte di orso. Fra gli uccelli l'aquila dalla coda bianca, il gufo reale e la cicogna nera hanno ripopolato la zona e nel documentario della BBC della serie Horizon, del 1996, si vedono piccioni, storni e rondini volare dentro e fuori dal sarcofago dove hanno posto il loro nido. Anche la biodiversità della flora è impressionante. La ragione di questa ripresa della natura è legata all'assenza di ogni attività umana con tutte le sue implicazioni (industrializzazione, inquinamento, agricoltura, pesticidi).

### Oggi
Oggi, i livelli di radioattività hanno raggiunto l'1 röntgen all'ora, anche se, livelli più bassi (1 milliröntgen all'ora) sono comuni in diverse zone. Circa il 90% della radioattività presente nella foresta è concentrato nel suolo. L'area rimane a tutt'oggi nella zona di alienazione presentando una radioattività di 2 microSv per ora, equivalenti a poco meno di 18 mSv per anno. La Bielorussia ha istituito sull'area di esclusione di sua pertinenza una riserva naturale.